# Eduardo Mendoza
Eduardo Mendoza i Garriga (n. 11 ianuarie 1943, Barcelona, Catalonia, Spania) este un scriitor spaniol, care scrie în principal în spaniolă, dar de asemenea și în catalană.

## Biografie
Mendoza a studiat inițial dreptul și a lucrat din 1973 până în 1982 în New York, ca traducător la ONU.
În anul 1975, apare primul său roman La verdad sobre el caso Savolta (rom. Adevărul despre cazul Savolta). Cel mai mare succes al său este romanul La ciudad de los prodigios din 1986 (rom. Orașul minunilor), în care el spune povestea unui tânăr în Barcelona, în primul sfert al secolului al XX-lea. Lui, îi este atribuită reînnoirea postmodernă a romanelor istorice spaniole.
În anul 2016, lui Eduardo Mendoza i-a fost acordat Premiul Cervantes, cel mai important premiu literar al țărilor vorbitoare de limbă spaniolă.

## Distincții
- 1995: Premi Creu de Sant Jordi
- 2010: Premio Planeta pentru Riña de gatos. Madrid 1936
- 2013: Prix du livre européen (Categoria roman) pentru Bataille de chats
- 2015: Premiul Franz-Kafka
- 2016: Premiul Cervantes

## Opere (selecție)
- El misterio de la cripta embrujada, roman
- La verdad sobre el caso Savolta, roman
- La ciudad de los prodigios, roman
- La isla inaudita, roman
- El año del diluvio, roman, ecranizat El año del diluvio (2004)
- Una comedia ligera, roman, 1998
- La aventura del tocador de señoras, roman, 2002
- Mauricio o las elecciones primarias, roman, 2007
- Riña de gatos. Madrid 1936, roman, 2012
- El enredo de la bolsa y la vida, roman

## Romane traduse în limba română
- Peripețiile coafezului, roman, Humanitas, 2006, ISBN 973-50-1511-0
- Nici o veste de la Gurb, roman, Humanitas, 2008, ISBN 978-973-50-2114-6
- Mauricio sau alegerile locale, roman, Humanitas Fiction, 2008, ISBN 9789736892707